# Одино (Курганская область)
Одино — село Мокроусовского района Курганской области, административный центр Семискульского сельсовета.
Находится в болотистой местности на северо-востоке области, в 18 км к востоку от села Мокроусово и в 115 км к северо-востоку от Кургана. Расположено на западном берегу озера Семискуль.

## История
На карте Курганского уезда Тобольской губернии 1784 года на юго-восточном берегу озера Семискуль, напротив одноименной деревни картографы помещают населенный пункт «Од. Лопарева», что означает, что уже тогда на месте современного села Одино существовало селение, состоящее из одной усадьбы, хозяином которой был Лопарев. Лопаревы только на территории Мокроусовского района в XVIII веке основывают четыре «Лопарева» (у реки Кизак, у озера Волчье, у д. Пещано, у озера Семискуль), являясь одной из самых распространенных фамилий округи. Деревня Лопарева не исчезла, но изменила имя. Карта 1866 года указывает на противоположном деревне Семискульской, выселок Одина.
6 марта 1902 года начальник съемочного отделения Курганской поземельно — устроительной партии Торицкий прилагает старшему производителю работ Андроникову А. И. подробный план межевых работ на летний период. В Могилевскую волость был командирован топограф Шамжев, которому предстояло произвести подробную съемку и раздел угодий общей площадью 11534 десятины между деревней Семискуль и выселком Одиным. В итоге отграничено 17 наделов. Был составлен необходимый план наделов с прилегающей к нему картой. Документ содержит в себе план Тобольской губернии Куганского уезда Могилевской волости земельных наделов крестьянам деревни Одиной на 68 душ в 1902 г. и утвержденный топографом Тюпкиным в 1907 году. Юридически деревня Одина получает угодья в 1902—1907 годах.
Пройдя ряд реорганизаций совхоз Семискульский перенес центральную усадьбу 1 апреля 1960 года в Одина, которая изменив статус изменила и имя на «Одино».

## Население
| 1989 | 2002 | 2010 |
| ---- | ---- | ---- |
| 694  | ↘506 | ↘347 |